# کوسه‌لر (آرتوین)
کوسه‌لر (به ترکی استانبولی: Köseler) یک منطقهٔ مسکونی در ترکیه است که در آرتوین واقع شده‌است. کوسه‌لر ۱۹ نفر جمعیت دارد.